# Siegfried Valentin
Pour les articles homonymes, voir Valentin.
Siegfried Valentin (né le 23 février 1936 à Wallwitz (province de Brandebourg) et mort le 11 janvier 2022 à Potsdam) est un athlète est-allemand, spécialiste des courses de demi-fond.

## Carrière
Le 9 août 1958, Siegfried Valentin bat à Poznań avec l'équipe nationale est-allemande le record du monde sur le relais 4×1500 mètres, record à nouveau battu le 23 juillet 1963 à Potsdam. Le 19 juillet 1960, il établit avec un temps de 2 min 16 s 7 un record du monde en 1 000 mètres, devenant ainsi le premier athlète est-allemand recordman du monde dans une discipline individuelle.
Le licencié au ASK Vorwärts Berlin est sacré à quatre reprises champion d'Allemagne de l'Est du 1 500 mètres (1959, 1960, 1961 et 1964) et remporte un titre en salle en 1964. Au total, il bat de 1958 à 1960 huit records d'Allemagne de l'Est en 800, 1 000 et 1 500 mètres.
En 1959, il remporte le 800 mètres en 1 min 49 s 3 à Vienne au Festival mondial de la jeunesse et des étudiants.
Aux Jeux olympiques de 1960 et de 1964, il est à chaque fois éliminé en qualification du 1 500 mètres, avec un temps de 3 min 46 s 9 en 1960 et de 3 min 44 s 9 en 1964.